# Hilário Abad de Aparício
 Hilário Abad de Aparício  ou por D. Hilario Abad de Aparicio foi um Doutor em Direito civil e Direito canónico e advogado do colégio de Madrid. Publicou várias obras em 1863. Traduziu directamente do latim, em 1880, La Suma Teológica, de São Tomás de Aquino.